# Нова Гребля (Підкарпатське воєводство)
Нова Гребля (пол. Nowa Grobla) — село в Польщі, у гміні Олешичі Любачівського повіту Підкарпатського воєводства.
Населення — 397 осіб (2011).

## Географія
Село розташоване на відстані 7 кілометрів на південь від центру гміни міста Олешичі, 14 кілометрів на південний захід від центру повіту міста Любачова і 72 кілометри на схід від центру воєводства  — міста Ряшева.

## Історія
У 1880 році село належало до Ярославського повіту Королівства Галичини та Володимирії Австро-Угорської імперії, у селі було 469 жителів, з них 300 греко-католиків, 169 римо-католиків. Місцеві греко-католики належали до парафії Бігалі Любачівського деканату Перемишльської єпархії.
Станом на 1 січня 1939 року в селі було 610 мешканців, з них 400 українців-грекокатоликів, 145 українців-римокатоликів, 55 поляків і 10 юдеїв. Місцеві греко-католики належали до парафії Бігалі Любачівського деканату Перемишльської єпархії. Село входило до ґміни Любачів Любачівського повіту Львівського воєводства Польської республіки. Після анексії СРСР Західної України в 1939 році село включене до Любачівського району Львівської області. Однак вже у 1941 році територію зайняли війська вермахту. 22 липня 1944 року радянські війська оволоділи територією. В жовтні 1944 року Польщі віддані західні райони Львівської області, серед них і Любачівський. Корінне українське населення внаслідок виселення українців у 1945 році в СРСР та депортації в 1947 році в рамках акції Вісла на понімецькі території Польщі вбите або вивезене зі своєї історичної батьківщини. Жителі села чинили опір етноциду в рядах ОУН і УПА.
У 1975-1998 роках село належало до Перемишльського воєводства.

## Демографія
Демографічна структура станом на 31 березня 2011 року:
|          | Загалом | Допрацездатний вік | Працездатний вік | Постпрацездатний вік |
| -------- | ------- | ------------------ | ---------------- | -------------------- |
| Чоловіки | 204     | 46                 | 133              | 25                   |
| Жінки    | 193     | 49                 | 101              | 43                   |
| Разом    | 397     | 95                 | 234              | 68                   |

## Відомі люди
Бучко Дмитро Григорович — український вчений-мовознавець, фахівець у галузі ономастики.